# Coupe du monde de ski de vitesse 2010
Navigation
Édition précédente Édition suivante
La coupe du monde de ski de vitesse 2010 démarre le 30 janvier 2010 à Vars (France) au 21 avril 2010 à Verbier (Suisse). La compétition est mise en place par la fédération internationale de ski où huit épreuves masculines et féminins déterminent le vainqueur du globe de cristal (récompense faite au vainqueur).
Les huit épreuves de cette édition 2009 sont Vars, Sun Peaks (Canada), Salla (Finlande), Idre (Suède) et Verbier.

## Classement général
| Rang | Nom                  | Points |
| ---- | -------------------- | ------ |
| 1    | Simone Origone       | 690    |
| 2    | Ivan Origone         | 655    |
| 3    | Philippe May         | 465    |
| 4    | Bastien Montes       | 460    |
| 5    | Daniel Persson       | 300    |
| 6    | Klaus Schrottshammer | 460    |
| 7    | Neil Munroe          | 191    |
| 8    | Ismaël Devènes       | 168    |
| 9    | Christian Jansson    | 145    |
| 10   | Merijn Vunderink     | 132    |

| Rang | Nom                 | Points |
| ---- | ------------------- | ------ |
| 1    | Linda Baginski      | 154    |
| 2    | Karine Dubouchet    | 147    |
| 3    | Elena Banfo         | 107    |
| 4    | Lisa Hovland-Udén   | 82     |
| 5    | Emili Wolff         | 78     |
| 6    | Liss-Anne Pettersen | 60     |
| 7    | Tracie Sachs        | 54     |
| 8    | Jennifer Romano     | 44     |

## Calendrier

### Hommes
| Date            | Lieu      | Vainqueur      | Deuxième       | Troisième            |
| 31 janvier 2010 | Vars      | Simone Origone | Bastien Montes | Philippe May         |
| 5 mars 2010     | Sun Peaks | Ivan Origone   | Simone Origone | Bastien Montes       |
| 6 mars 2010     | Sun Peaks | Simone Origone | Ivan Origone   | Philippe May         |
| 15 mars 2010    | Salla     | Ivan Origone   | Simone Origone | Philippe May         |
| 16 mars 2010    | Salla     | Ivan Origone   | Simone Origone | Bastien Montes       |
| 21 mars 2010    | Idre      | Ivan Origone   | Bastien Montes | Klaus Schrottshammer |
| 24 mars 2010    | Idre      | Simone Origone | Philippe May   | Daniel Persson       |
| 21 avril 2010   | Verbier   | Simone Origone | Ivan Origone   | Philippe May         |

### Femmes
| Date            | Lieu      | Vainqueur           | Deuxième            | Troisième           |
| 31 janvier 2010 | Vars      | Karine Dubouchet    | Liss-Anne Pettersen | Elena Banfo         |
| 5 mars 2010     | Sun Peaks | Karine Dubouchet    | Elena Banfo         | Linda Baginski      |
| 6 mars 2010     | Sun Peaks | Linda Baginski      | Karine Dubouchet    | Jennifer Romano     |
| 15 mars 2010    | Salla     | Tracie Sachs        | Linda Baginski      | Karine Dubouchet    |
| 16 mars 2010    | Salla     | Linda Baginski      | Karine Dubouchet    | Emili Wolff         |
| 21 mars 2010    | Idre      | Liss-Anne Pettersen | Elena Banfo         | Karine Dubouchet    |
| 24 mars 2010    | Idre      | Emili Wolff         | Linda Baginski      | Liss-Anne Pettersen |
| 21 avril 2010   | Verbier   | Linda Baginski      | Tracie Sachs        | Karine Dubouchet    |